# Богатая (река, впадает в Японское море)
Бога́тая (до 1972 года — Лянчихе) — река на юге Приморского края, протекает по территории полуострова Муравьёва-Амурского, является самой крупной рекой в пределах Владивостока.
Длина реки — около 19 км, площадь водосборного бассейна — 69 км². Берёт начало на склонах горы Природный Пуп. Направление течения — западное (с небольшим отклонением на юг). В верхней и средней частях течёт по лесам, в низовьях протекает по северной части Владивостока. Впадает в бухту Бражникова Амурского залива в нескольких сотнях метров северо-восточнее железнодорожной станции Океанская.
В летнее время часты паводки, вызываемые в основном интенсивными продолжительными дождями. Подъём воды в реке быстрый, амплитуда колебания уровня воды — до 2 метров.
В средней части реки построено Богатинское водохранилище с водоотдачей 50 000—80 000 м³ в сутки (введено в эксплуатацию в 1961 году). Водохранилище предназначено для снабжения Владивостока питьевой водой, закрыто для доступа посторонних лиц.